# 慕容宝
燕惠愍帝慕容寶（355年—398年5月27日），字道祐，小字（鮮卑名）庫勾， 昌黎郡棘城县（今辽宁省锦州市义县西北）人，後燕第二任君主，慕容垂的第四子，母親是先段后。慕容垂建後燕後，立慕容寶為太子，曾領燕軍攻伐北魏，但在參合陂之戰慘敗。慕容垂死後慕容寶繼位為帝，但就面對北魏南侵，最終慕容寶沒能保住後燕在中原的土地，率眾北走龍城（今遼寧朝陽市），但先後遇上兒子慕容會及大臣段速骨的叛亂。慕容寶出走後為蘭汗所誘而歸龍城，最終被其殺害。

## 生平
369年，慕容寶隨父親慕容垂等人自前燕逃亡至前秦，在前秦曾任太子洗馬及萬年令。
《太平御覽》載慕容寶玩樗蒲時向神祈禱富貴，擲出機率只有1/32768的三次「盧」采，讓他決心復國。
383年，前秦天王苻堅南伐東晉，慕容寶任陵江將軍。同年苻堅於淝水之戰大敗，軍隊潰散，只有未參與戰事的慕容垂軍隊仍然完整，於是前往投奔。慕容寶於是向父親建議趁機殺掉苻堅，復興燕國，不過慕容垂不肯。慕容垂終於384年稱燕王，立慕容寶為太子，建後燕。
慕容寶隨後經常留守後燕首都中山（今河北定州市），並在慕容垂在外時留守。387年，時慕容垂南征翟遼，井陘人賈鮑招引北山丁零翟瑤等夜襲中山，並攻下外城。章武王慕容宙率奇兵出外，而慕容寶在內鳴鼓抗敵，兩人夾擊之下大敗賈鮑等人，盡俘其眾，賈鮑及翟瑤隻身逃走。

### 參合之敗
395年五月，因北魏侵略後燕附塞諸部，慕容垂派慕容寶與慕容農、慕容麟等率八萬進攻北魏。拓跋珪率眾西渡黃河作迴避，並在河南治軍。慕容寶率眾到黃河邊就建造船隻打算渡河進攻，不過就在九月要列兵渡河時就遇上大風，船隻都被吹到南岸去。拓跋珪又派人從後阻截慕容寶與後燕國內的通訊，更派抓來的後燕使者訛稱慕容垂已死，令得軍心不穩，慕容寶亦都相當恐懼。十月辛末（11月23日），慕容寶燒船乘夜逃走，當時黃河尚未結冰，慕容寶以為北魏軍隊不能即時渡河追擊，故此不設斥候監察。不過八日後黃河面就因大風而結了冰，拓跋珪率眾渡河，並派二萬騎兵追擊。燕軍至參合陂時有遇上大風，更有一大片黑色塵土從後而來。僧人支曇猛認為這些都預示魏軍將來，建議慕容寶派兵防禦，但慕容寶以為已經走得很遠，笑而不答。慕容麟更奉承地說：「以殿下神武及強盛的兵眾，足以橫行沙漠了，索虜怎敢遠來呀！曇猛亂說話動搖眾心，應該處死呀！」支曇猛堅持，慕容德亦勸慕容寶聽從，慕容寶於是就派了慕容麟率三萬兵在後防備。不過慕容麟根本沒有防備的心，只顧著打獵。最終魏軍於參合陂突襲燕軍，大量兵眾不是在驚慌下互相踐踏或在河中遇溺而死就是束手就擒。慕容寶等人就帶著數千騎兵一同逃返後燕。戰後魏軍更盡坑俘獲的燕軍。
慕容寶回國後以此敗為恥，屢請慕容垂再次攻魏，慕容垂於是於次年（396年）大舉伐魏，並攻下平城（今山西大同市）。不過慕容垂在經過參合陂時看到被坑殺的燕兵骸骨堆積如山，士兵的痛哭聲又遍布山谷，令慕容垂在愧疚及憤恨下患病，被逼終止北伐。時慕容寶等人正率軍至雲中，追擊迴避的拓跋珪，但知慕容垂患病亦只好撤還。
慕容垂在回軍途中去世，慕容寶待回到中山時才為父發喪，並即位為帝，改元為永康。慕容寶年少無大志，喜歡別人奉承。但當太子後則磨煉自己，崇尚儒學，變得善談論，能作文，又卑委地討好慕容垂身邊小臣，以求得美譽。當時朝野都稱許慕容寶，而慕容垂亦認為他能夠保住家業，相當敬重他。後慕容垂為其建承華觀，又於388年以他錄尚書事，授予處理政務的權力，自己只處理一些重要的事務；又以其領大單于職位。不過慕容垂皇后段氏就曾指出太子才能不足，建議慕容垂立遼西王慕容農或高陽王慕容隆。又指出慕容麟為人奸詐而不肯屈於人下，有輕視太子之心，建議慕容垂早日除去他。不過慕容垂並不接納。慕容寶及慕容麟聽聞段皇后有這番話更是十分痛恨。慕容寶即位後，便派了慕容麟去逼令段后自殺。段后憤怒地說：「你們兄弟連逼殺嫡母的事也做，怎能保護國家！我怎會怕死，就可惜國家快滅亡了。」隨後便自殺。段后死後，慕容寶更因痛恨段后，以其無母后之道而打算不為其行居喪之禮，不過計劃最終在中書令眭邃反對之下擱置。

### 柏肆大敗
慕容寶繼位不久，北魏就出兵進攻後燕，並進攻中山，但被慕容隆擊退。及後北魏大人沒根因被拓跋珪厭惡而投降後燕，並請還攻北魏。慕容寶不敢給他重兵，只分了數百騎兵給他。沒根接著夜襲魏營，拓跋珪發覺有變而狼狽逃走，但沒根礙於兵少，無法對魏軍造成大傷害。永康二年（397年），任北魏并州監軍的沒根侄兒醜提因沒根降燕而害怕被株連，於是率部眾回國預備作亂。拓跋珪聞訊就想北返，派使者向後燕求和，但其時慕容寶知北魏有內亂，故此不肯答允，並率步兵十二萬及騎兵三萬七千的大軍到柏肆預備截擊返兵的魏軍。不久，魏軍到了滹沱水南岸紥營，慕容寶就率兵在夜間渡河，並招募了勇士一萬多人夜襲魏營，而慕容寶就在營北列陣作支援。夜襲部隊乘風縱火並迅速發動進攻，魏軍大亂，拓跋珪亦在驚惶中棄營出逃，燕軍到來帳中只得其衣物。不過接著燕軍竟然自亂，互相攻擊。拓跋珪於營外看見這情況就鳴鼓收整部眾，終大敗夜襲軍，更轉攻慕容寶軍，慕容寶只得回到北岸。次日，魏軍已經重整並與燕軍對峙，相反燕軍就士氣盡失。慕容寶最終只得退還中山，北魏軍跟著追擊，屢敗燕軍。慕容寶因屢敗而恐懼，竟拋棄大軍，自率二萬騎兵速速退回中山，又命士兵拋棄戰袍武器，以加快速度，丟失了大量軍需品，而且其時正遇大風雪，大量士兵凍死道上。拓跋珪及後再派兵進圍中山，駐屯在芳林園。當時中山城中將士都想出戰擊退圍城魏軍，慕容隆亦向慕容寶建議乘城中將士的鬥志進攻。慕容寶原本同意，但慕容麟卻多次反對，令慕容寶反悔，慕容隆於是多次列兵備戰都被逼罷兵。後慕容寶又意圖求和，以交還拓跋觚及割常山以西土地為條件，但不久即反悔，氣得拓跋珪親自率軍圍攻中山。當時有數千將士都自願請戰，但慕容隆披甲上馬，正待命令與魏軍決戰時，慕容麟再次勸止慕容寶，令兵眾忿恨，慕容隆亦痛心哭泣。

### 父子相圖
早前，慕輿皓謀弒慕容寶而改立慕容麟，失敗出逃，但令慕容麟內心不安。就在慕容麟勸止慕容寶派兵出戰當晚，以兵劫逼左衞將軍北地王慕容精，要他率禁軍弒慕容寶。慕容精拒絕，慕容麟就殺害慕容精，出奔西山依附丁零餘眾。其時慕容寶知慕容會正領兵前來，怕慕容麟劫奪慕容會的軍隊，先一步據有龍城，於是召見慕容隆及慕容農，想放棄中山，退保龍城，最終就與太子慕容策、慕容農、慕容隆、慕容盛等人率萬餘騎出城與慕容會軍會合。慕容寶到薊城時身邊的近衞已經散盡，只餘慕容隆的數百騎守。慕容會率眾於薊南迎接後，慕容寶削減慕容會的軍隊而分給慕容農及慕容隆，不久使率眾北歸龍城。當時慕容會整兵與慕容隆及慕容農的騎兵擊敗前來追擊的魏將石河頭，而其時慕容會的兵眾都不想歸屬於慕容農及慕容隆，於是向慕容寶提議讓慕容會率兵解中山之圍，然後還都中山。不過慕容寶拒絕，而慕容寶身邊的人則勸慕容寶殺掉慕容會，慕容寶亦感到慕容會謀反之心，意圖除去他，只因慕容農及慕容隆反對而作罷。慕容會恐懼，就派了仇尼歸襲擊慕容隆及慕容農，殺了慕容隆並重創慕容農。慕容會自宣稱二人謀逆，已經被殺，慕容寶一心要殺慕容會，於是出言讓他安心，接著就暗中命慕輿騰斬殺慕容會，但失敗。慕容會回到其軍中，接著進攻慕容寶，慕容寶就率數百騎直奔龍城。慕容寶及後拒絕慕容會誅除左右，立其為皇太子的要求，於是引來慕容會進攻龍城。慕容寶更在西門特意責罵慕容會，令慕容會下令士兵向慕容寶鼓譟揚威，藉此激起城中士兵憤怒。慕容寶軍於是在黃昏大敗慕容會，接著又派了高雲率敢死隊夜襲慕容會，再敗慕容會，令其逃奔中山。

### 遇叛南奔
永康三年（398年），慕容德派李延北上告知拓跋珪北歸的消息，慕容寶於是決意南征。慕容寶率兵至乙連時，長上段速骨、宋赤眉等人因為兵眾恐懼出征作亂，先逼高陽王慕容崇為主，殺害慕容宙及段誼等人。慕容寶與慕容農及慕輿騰會合，試圖討伐段速骨，但因為士兵厭戰，兵眾都潰散，慕容寶等人唯有奔還龍城。其時蘭汗暗中與段速骨勾結，將龍城軍隊帶到龍城以東，大大削弱了龍城的防禦，而慕容盛則內徙附近的人民，選取了一萬多個男丁守城。段速骨攻城時，慕容農因受蘭汗所誘，竟然叛歸段速骨。原本龍城守軍戰鬥力尚足以抵禦段速骨，令段速骨軍死傷甚大，但段速骨讓守軍看見慕容農後就瓦解了軍心，最終令龍城失守，慕容寶等人出走。

### 中計遇弒
慕容寶到薊城後，在慕容盛等人反對下沒有回龍城，轉而想南投慕容德，可是在知道慕容德已稱燕王後就不敢繼續前進。當時慕容盛等人在冀州成功招集了一些支持慕容寶的力量，但其時蘭汗又派人來迎慕容寶，慕容寶以為蘭汗是忠臣，又想到蘭汗是父親慕容垂的舅舅，於是都不再懷疑，決意回龍城。慕容寶快到龍城時，蘭汗就派了弟蘭加難去迎接，但同時又命兄蘭堤封閉城門，最終蘭加難引慕容寶到龍城外邸並將之殺害，享年四十四歲。蘭汗殺太子慕容策及王公大臣，自稱大都督、大將軍、大單于，昌黎王。不久慕容盛殺蘭汗，改慕容寶諡號為惠愍皇帝，上廟號烈宗。

## 家庭

### 后妃
- 孟氏，生北魏慕容皇后，入北魏封漂阳君。
- 惠德皇后段氏，原为昭仪，生太子慕容策
- 某氏，生慕容会，397年被赐死

### 儿子
- 長子慕容盛，长乐王，昭武皇帝
- 次子慕容会，清河王
- 慕容策，母惠德皇后。献哀太子
- 四子慕容元，城阳公，后为平原公，401年被赐死。[7][8]
- 慕容渊，章武公，402年被慕容熙所杀
- 慕容敏，河东公
- 慕容虔，博陵公，406年被赐死
- 慕容昭，上党公，406年被赐死
- 養子慕容雲（即高雲），北燕皇帝

### 女儿
- 第四女，慕容氏，北魏道武帝拓跋的皇后。

## 相關作品
- 廣開土太王 (電視劇)中的慕容寶。
- 邊荒傳說中的慕容寶

## 延伸阅读
[在维基数据编辑]
 《晉書/卷124》，出自房玄齡《晉書》